# Sosnowiec
Sosnowiec (en alemany Sosnowitz) és una ciutat del sud de Polònia, al costat de Katowice, al voivodat de Silèsia. El riu Przemsza travessa la ciutat.
Sosnowiec forma part d'una megalòpolis, la Mancomunitat Metropolitana de l'Alta Silèsia, que rodeja els 2-3 milions d'habitants. La població del municipi és de 220.450 habitants (2009).

## Història
Sosnowiec, així com gran part de Silèsia, pertangué al Sacre Imperi Romanogermànic fins a la seva conquesta per part de Prússia el 1742.
De la mateixa manera que la resta de Polònia, Sosnowiec patí les conseqüències de la Primera Guerra Mundial, principalment a les indústries, però sobretot les de la Segona. L'exèrcit nazi alemany causà un gran extermini entre la població jueva, del voltant del 22%, que foren deportats majoritàriament al Camp de concentració d'Auschwitz.
Després de les guerres, Sosnowiec es desenvolupà. El 1975 la ciutat s'expandí absorbint pobles que van acabar convertits en districtes. Per causes com ara aquesta, però també gràcies a la millora industrial, assolí els 200.000 habitants el 1977. El 1987 arribà al seu màxim.

## Economia
Recentment, Sosnowiec s'ha transformat de centre d'indústries pesants a centre de comerç i serveis. No obstant això, diverses mines de carbó o fàbriques d'acer continuen operant-hi.

## Ciutats agermanades
Sosnowiec està agermanada amb:
- Casablanca, Marroc
- Derhatxi, Ucraïna
- Idar-Oberstein, Alemanya
- Komárom, Hongria
- Les Mureaux, França
- Roubaix, França
- Suceava, Romania